# His Hand in Mine
His Hand in Mine – dwunasty album Elvisa Presleya, wydany przez RCA Victor Records 10 listopada 1960 r. To także pierwszy z trzech albumów w stylu gospel, który Presley nagrał w swojej karierze. Sesje nagraniowe odbyły się 30 i 31 października 1960 r. w RCA Studio B w Nashville. Na liście najlepszych albumów magazynu Billboard płyta znalazła się na trzynastym miejscu. Zdobyła też status złotej, a w 1992 platynowej płyty.

## Historia
Elvis od zawsze miał słabość do muzyki gospel, więc często wykorzystywał ją na próbach i przed koncertami, żeby się rozluźnić. Ponieważ już w 1957 r. wydał minialbum Peace in the Valey, ze swoją ukochaną muzyką, po powrocie z wojska zapragnął nagrać pełną płytę. Pomysł ten dobrze wpasował się w plan pułkownika Parkera, który chciał zmienić wizerunek Elvisa na bardziej rodzinny i przygotować go do występu w filmach.
Wszystkie piosenki do albumu wybrano w ciągu jednej czternastogodzinnej sesji. Dwie z nich, Surrender i Crying in the Chapel zostały nawet nagrane, ale ostatecznie wycofano je i wydano jako single. Utwór Surrender wydanym w 1961 r. znalazł się na szczycie listy przebojów magazynu Billboard, a Crying in the Chapel (wypuszczony w 1965 r.) na trzecim miejscu. W 1969 r. na potrzeby filmu Kłopoty z dziewczynami, Elvis ponownie nagrał piosenkę Swing Down Sweet Chariot.
W 1976 r. wytwórnia RCA ponownie wydała album, który od oryginału różnił się jedynie numerem katalogowym i okładką. Wszystkie piosenki pozostały w niezmienionym składzie.
11 marca 2008 r. RCA wypuściła zremasterowaną wersję albumu na płycie CD, dodając do niej cztery bonusowe piosenki pochodzące z minialbumu Elvisa z 1957 roku.

## Muzycy
1. Elvis Presley – wokal i gitara
2. The Jordanaires – akompaniament
3. Charlie Hodge – gitara
4. Boots Randolph – saksofon
5. Scotty Moore – gitara elektryczna
6. Hank Garland – gitara elektryczna
7. Floyd Cramer – pianino
8. Bob Moore – gitara basowa
9. D.J. Fontana – perkusja

## Lista utworów

### Strona A
| Utwór | Data nagrania | Tytuł                            | Autor                                                        | Czas trwania |
| ----- | ------------- | -------------------------------- | ------------------------------------------------------------ | ------------ |
| 1.    | 30.10.1960    | His Hand In Mine                 | Mosie Lister                                                 | 3:15         |
| 2.    | 31.10.1960    | I'm Gonna Walk Dem Golden Stairs | Cully Holt                                                   | 1:50         |
| 3.    | 31.10.1960    | In My Father's House             | Aileene Hanks (ułożona i zaadaptowana przez Elvisa Presleya) | 2:03         |
| 4.    | 30.10.1960    | Milky White Way                  | Landers Coleman                                              | 2:12         |
| 5.    | 31.10.1960    | Known Only to Him                | Stuart Hamblen                                               | 2:07         |
| 6.    | 30.10.1960    | I Believe in the Man in the Sky  | Richard Howard                                               | 2:11         |

### Strona B
| Utwór | Data nagrania | Tytuł                     | Autor             | Czas trwania |
| ----- | ------------- | ------------------------- | ----------------- | ------------ |
| 1.    | 31.10.1960    | Joshua Fit the Battle     | Tradycyjna        | 2:39         |
| 2.    | 30.10.1960    | He Knows Just What I Need | Mosie Lister      | 2:12         |
| 3.    | 31.10.1960    | Swing Down Sweet Chariot  | Tradycyjna        | 2:32         |
| 4.    | 31.10.1960    | Mansion Over the Hilltop  | Ira Stanphill     | 2:55         |
| 5.    | 31.10.1960    | If We Never Meet Again    | Albert E. Brumley | 1:58         |
| 6.    | 31.10.1960    | Working on the Building   | Hoyle Bowles      | 1:52         |